# Desykacja

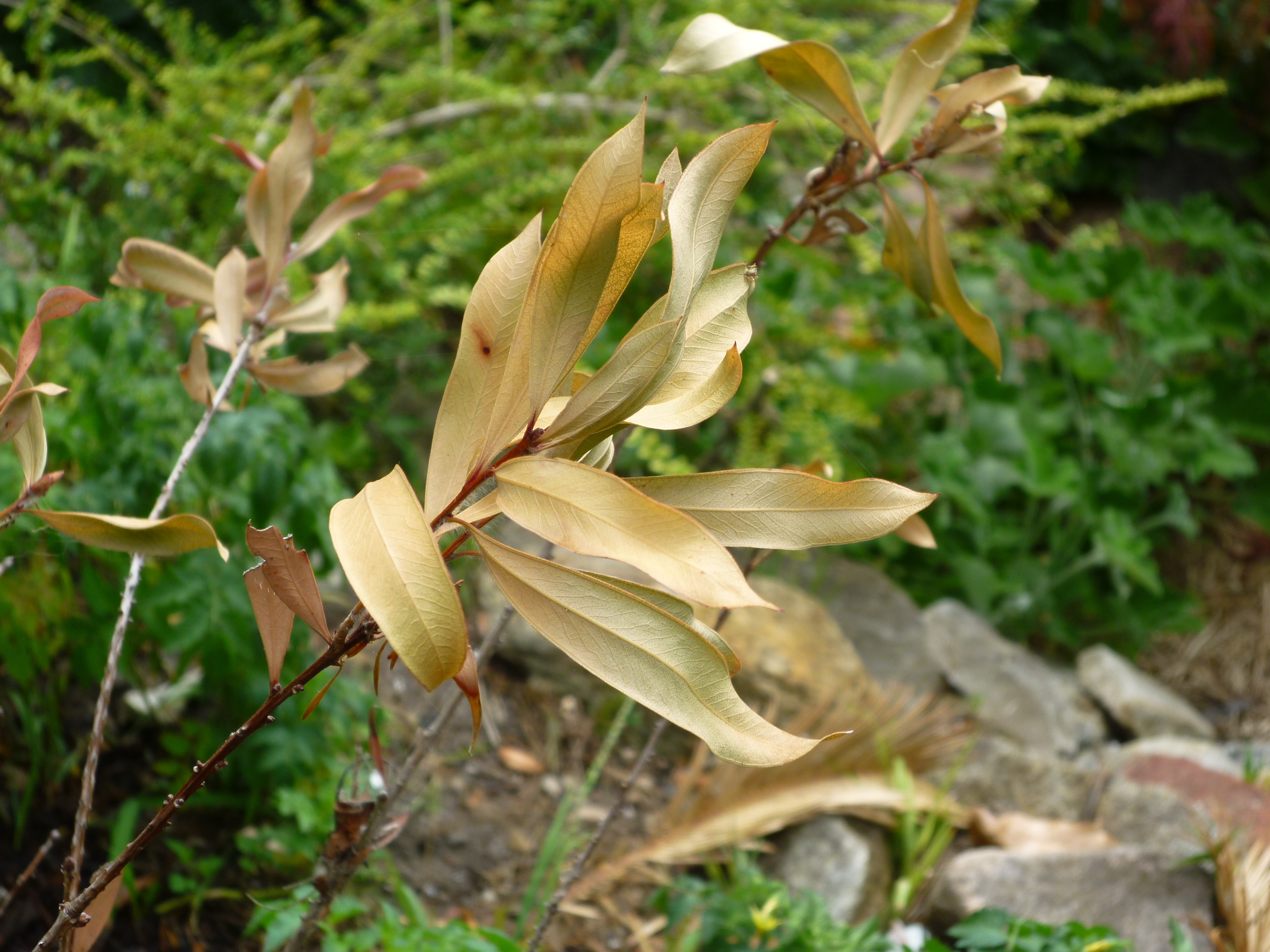
Kuflik (Callistemon) wysuszony wskutek desykacji

Desykacja (łac. desicco ‘osuszam’), wysychanie – chemiczny zabieg agrotechniczny stosowany w celu wysuszenia roślin uprawnych przed zbiorem (tzw. dosychanie na pniu). Do jego przeprowadzenia wykorzystuje się desykanty (chociaż proces ten może zachodzić również naturalnie, np. pod wpływem działania suchego powietrza).
Jest stosowana m.in. w plantacjach nasiennych roślin późno dojrzewających (np. len, gorczyca, koniczyna, burak cukrowy). W uprawach słonecznika i rzepaku ułatwia zbiór nasion, zwłaszcza na terenach o wysokiej wilgotności (np. pogórza, pojezierza). Desykacja ziemniaków również ułatwia ich zbiór, ponieważ powoduje wysychanie łętów